# Yuri Collins
Yuri Collins, född 7 mars 2001 i Saint Louis i Missouri, är en amerikansk professionell basketspelare (PG) som spelar för Golden State Warriors i National Basketball Association (NBA).
Han blev aldrig NBA-draftad.
Innan Collins blev proffs studerade han vid Saint Louis University och spelade för deras idrottsförening Saint Louis Billikens.